# Materialeffizienz
Materialeffizienz ist ein Begriff aus der Ökonomie, der das Verhältnis von verwendetem Material (Input) und erhaltenen Produkten (Output) bezeichnet.

## Definition

### Materialeffizienz
Die Materialeffizienz stellt das Verhältnis der hergestellten Produkte zur Menge der eingesetzten Materialien dar.
{\displaystyle Materialeffizienz=Produktoutput/Materialinput}
Materialeffizienz ist eng verknüpft mit dem Konzept der Ressourceneffizienz. Da die Produktion und Verarbeitung von Materialien in vielen Fällen mit einem hohen Energieaufwand verbunden ist, führt eine Steigerung der Materialeffizienz auch zu einer Reduktion des Energiebedarfs.

### Materialproduktivität
Der mittlerweile populäre Begriff ist gleichbedeutend mit Materialproduktivität, wobei letzterer fachlich richtiger wäre (siehe auch Produktivität). Die Festlegung auf Produktoutput und Materialinput gilt nur für den Standardfall der Produktion. Exakter drückt die Materialeffizienz das Verhältnis zwischen mengenmäßigem Ertrag und mengenmäßigem Aufwand aus (vgl. Dyckhoff 1994). Damit lässt sich der Begriff auch auf Entsorgungs- und Recyclingprozesse anwenden. Danach ergibt sich:
{\displaystyle Materialeffizienz=MengenmaessigerErtrag/MengenmaessigerAufwand}
wobei der mengenmäßige Ertrag Güter der Outputseite (Produktion) und Übel der Inputseite (Reduktion unerwünschter Materialien (Abfälle)) sein können und der mengenmäßige Aufwand Güter der Inputseite (knappe Ressourcen) und Übel der Outputseite (Abfälle, Emissionen).
Der Materialeffizienz liegt das Verursachungsprinzip zugrunde, das heißt dem Produktoutput sind exakt die Materialinputs zuzurechnen, die vom Produktoutput verursacht worden sind. Die Methoden zur Bestimmung der Materialeffizienz müssen dies berücksichtigen. Methoden des Life Cycle Assessment (LCA) gewährleisten dies.

## Materialnachfrage und Materialeffizienz
Ein erweitertes Konzept der Materialeffizienz als Strategie zur Reduktion der Materialnachfrage und der Reduktion des Energiebedarfs und der CO2-Emissionen findet sich bei Allwood et al. (2011) und im 5. Bericht des IPCC (2014).
Die energie- und prozessbedingten CO2-Emissionen lassen sich vereinfacht mit folgender Gleichung darstellen:
{\displaystyle C=(N+{\frac {S}{L}})*{\frac {M_{P}}{D}}*{\frac {M_{S}}{M_{P}}}*(f_{0}*{\frac {C_{0}}{M_{0}}}+f_{r}*{\frac {C_{r}}{M_{r}}}+f_{u}*{\frac {C_{u}}{M_{u}}})}
Darin sind folgende Faktoren enthalten: Emissionen (C), Materialnachfrage (N), Ersatznachfrage (S), Nutzungsdauer (L), Materialnachfrage pro Produkt {\textstyle \left({\frac {M_{P}}{D}}\right)}, Rate der Materialeffizienz im Produkt {\textstyle \left({\frac {M_{S}}{M_{P}}}\right)}, Anteil der Materialversorgung (f), Emissionsintensität durch die Versorgungswege Primärerzeugung, Recycling und Reuse {\textstyle \left({\frac {C_{i}}{M_{i}}}\right)}.
Mittels der einzelnen Faktoren lassen sich verschiedene Strategien identifizieren und quantifizieren, um die Materialeffizienz zu steigern und den Material- und Energiebedarf sowie den CO2-Fußabdruck zu senken.

## Strategien zur Steigerung der Materialeffizienz
Es gibt verschiedene Strategien zur Steigerung der Materialeffizienz auf unternehmerischer und politischer Ebene.
Die Strategien umfassen unter anderem
- Reduktion des produktspezifischen Materialbedarfs, z. B. durch Leichtbauweise
- Erhöhung der Nutzungsintensität und Auslastung von Produkten, Anlagen und Werkzeuge, z. B. durch Sharing-Modelle
- Verlängerung der Produktnutzungsdauer, z. B. durch Reparaturmaßnahmen
- Substitution durch andere Werkstoffe mit geringerem Materialfußabdruck
- „Reduktion von Ressourcenverlusten durch Verbesserung bzw. Sicherung der Qualität (Verminderung von Ausschuss)“[2]
- „Optimierung der Produktionsprozesse, z. B. durch die Reduzierung von Verschnitt“[2]
- „Optimierung der Konstruktion, ressourcenschonendes Produktdesign (z. B. Leichtbau, leichtere Produkte)“[2]

Politisch wird die Thematik durch Förderprogramme für die Verbesserung der Materialeffizienz aufgegriffen, beispielsweise durch die Deutsche Materialeffizienzagentur oder das Bundesumweltministerium.

## Bedeutung und Beitrag zur Steigerung der Materialproduktivität
Bedeutung hat Materialeffizienz hinsichtlich der industriellen Kostenentwicklung gewonnen. So stellen die Materialkosten derzeit in Deutschland circa 50 % der Gesamtkosten eines Unternehmens im verarbeitenden Gewerbe dar, Personalkosten jedoch nur 25 %. Aufgrund der Fokussierung von Kostensenkungsprogrammen auf die Personalkosten stieg die Arbeitsproduktivität um den Faktor 3,5, die Materialproduktivität jedoch nur um den Faktor 2.
Aufgrund der Bedeutung für die Industrie wurden um das Thema Materialeffizienz zahlreiche Forschungsprojekte und Förderprogramme ausgelobt. Ein wichtiges Instrument zur Steigerung der Materialproduktivität ist das Energie- und Stoffstrommanagement beziehungsweise die Stoffstromanalyse.
Die Steigerung der Materialeffizienz ist vor dem Hintergrund globaler Entwicklung wie des Klimawandels oder der Überbevölkerung eine zentrale ökonomische Herausforderung. Es wird davon ausgegangen, dass eine verbesserte Materialeffizient unerlässlich ist, um in Anbetracht von Ressourcenknappheit und einer wachsenden Weltbevölkerung Grundbedürfnisse aller Menschen zu bedienen. Langfristig soll eine gesteigerte Materialeffizienz eine Entkoppelung von Ressourcenverbrauch und Wachstum ermöglichen.